# Stenopsyche dentata
Stenopsyche dentata är en nattsländeart som beskrevs av Navás 1930. Stenopsyche dentata ingår i släktet Stenopsyche och familjen Stenopsychidae. Inga underarter finns listade i Catalogue of Life.